# Kozmolog
Kozmológ je znanstvenik, ki se največ ukvarja s kozmologijo.